# Mostviertel
Le Mostviertel (signifiant "quartier du moût") est une région correspondant au quart sud-ouest de la Basse-Autriche, d'une superficie de 5 500 km². Au nord, il est bordé par le Danube, au sud et à l'ouest par la Styrie et la Haute-Autriche, et à l'est par le Wienerwald.
Le nom vient de l'origine agricole (surtout pommes et poires) de la région.

## Géographie
Le Mostviertel se compose des districts suivants :
- Amstetten
- Waidhofen an der Ybbs
- Scheibbs
- Melk au sud du Danube
- Lilienfeld
- Tulln au sud du Danube
- St. Pölten et le district autour

En plus de cette structure administrative, il existe une organisation géographique et culturelle :
- Mostviertel même comprend la vallée de l'Url (de) de Ybbsitz à Amstetten.
- Eisenwurzen (de) se limite au sud par Waidhofen an der Ybbs et comprend la vallée de l'Ybbs au sud et celle de l'Erlauf jusqu'à la frontière styrienne.

- Strudengau (de)
- Nibelungengau (de)
- Wachau

Carte de l'Eisenwurzen

Les régions de la vallée du Danube sont frontalières avec le Waldviertel et le Mühlviertel.
La zone géologique est celle du sud de Wachau (Hiesberg et Dunkelsteinerwald) jusqu'au massif de Bohême.
La zone historique du Mostviertel est entre l'Ybbs et l'Enns, autour de la basilique de Sonntagberg. Elle est une partie de l'Ostarrichi définie par Otton III du Saint-Empire autour de Neuhofen an der Ybbs.
Le nom de Mostviertel vient du most, une boisson proche du cidre. Les vallées permettent d'avoir des vergers.

## Économie
L'économie du Mostviertel est dominée par l'agriculture, le secteur secondaire est principalement dans l'Eisenwurzen (de) avec la transformation du fer, de l'acier et du bois.
Il existe de petites et grandes scieries ainsi des usines de papier dans les vallées de l'Ybbs et de l'Erlauf. Les principaux employeurs sont ainsi Böhler-Uddeholm, Mondi, Umdasch (de), Stora Enso et Bene AG.

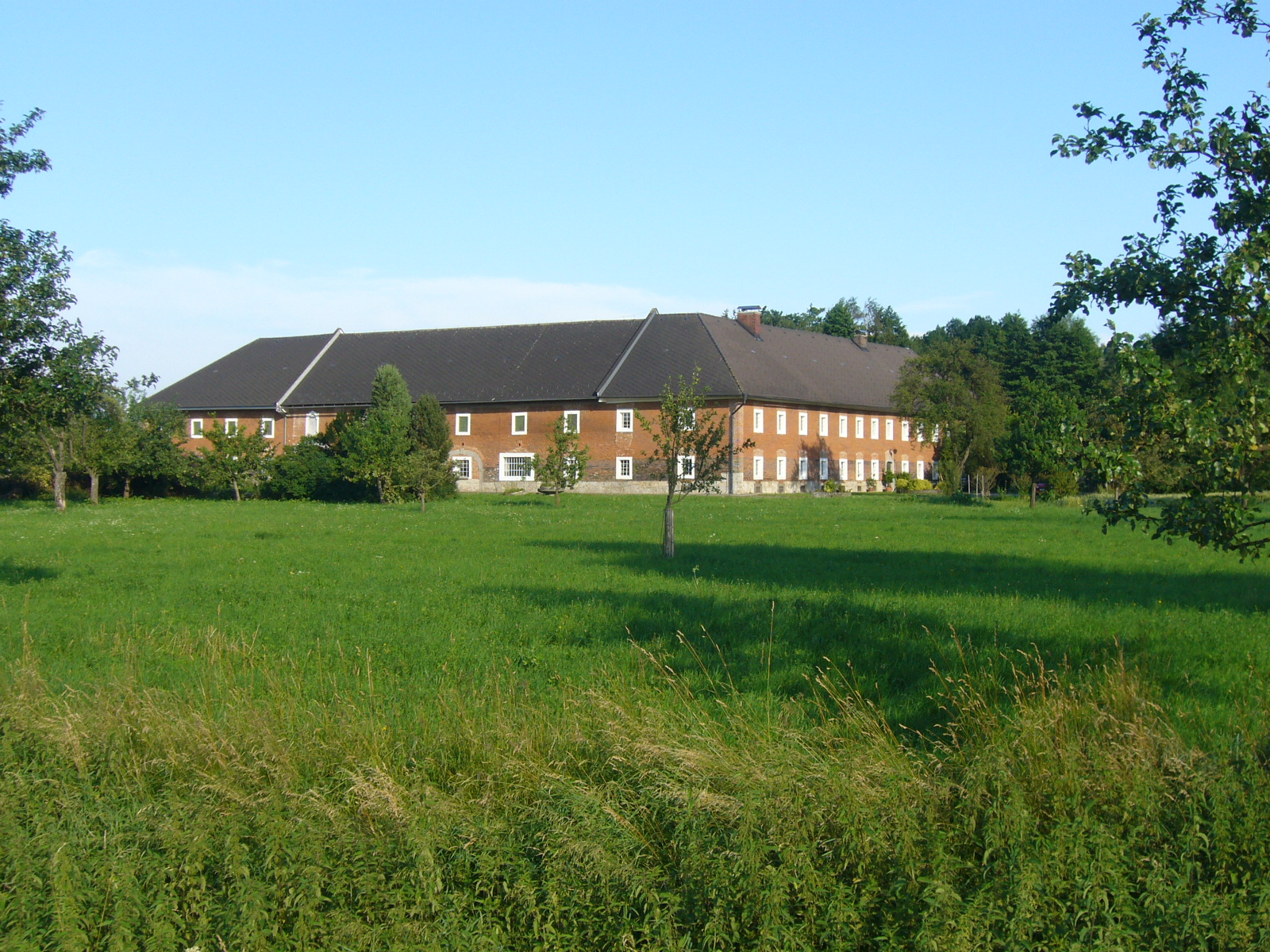
Exemple de vierkanthof

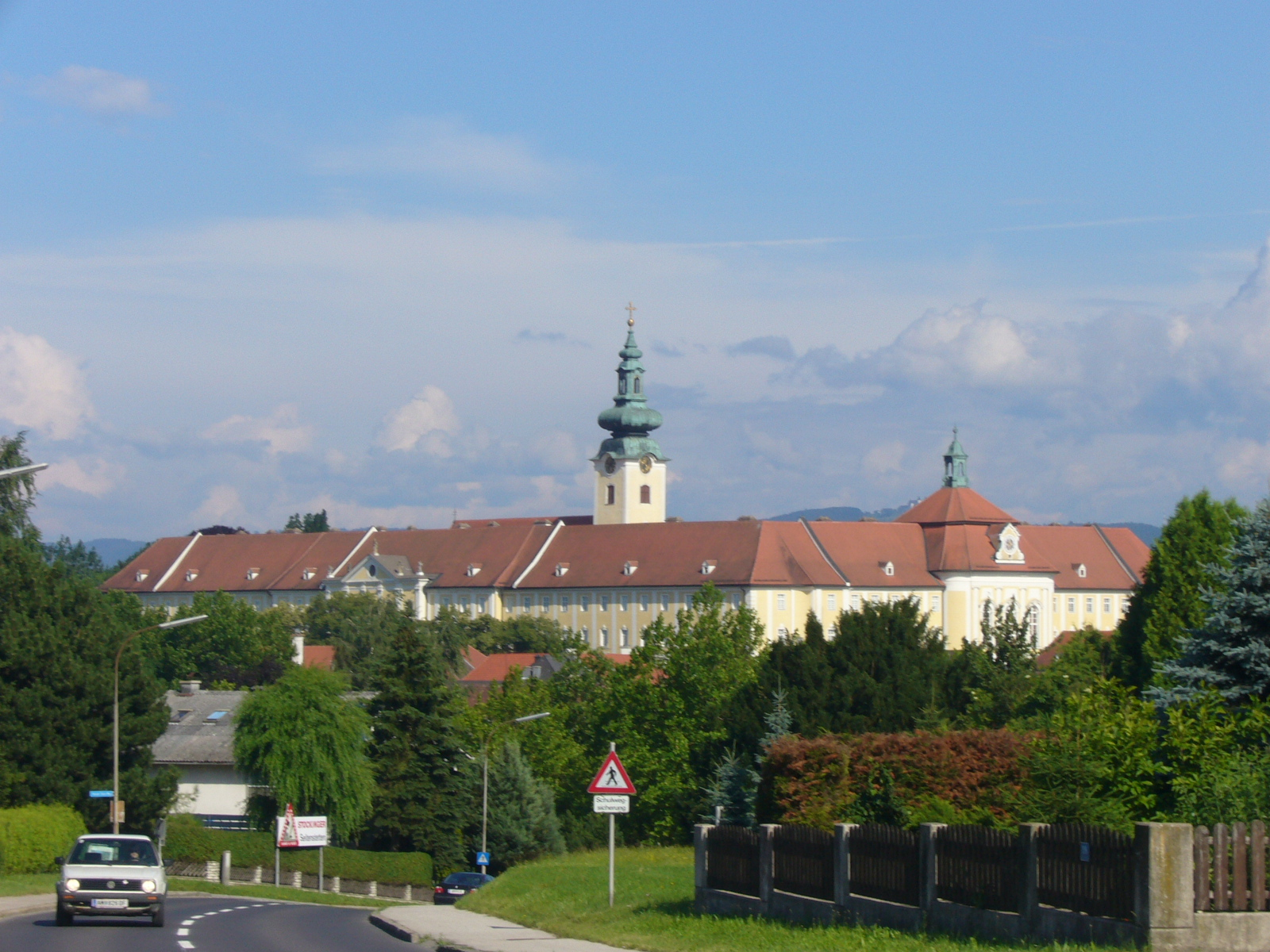
Abbaye de Seitenstetten

## Culture et patrimoine
L'architecture des habitations du Mostviertel est surtout rurale, typique du vierkanthof.

### Abbayes
- Abbaye de Melk
- Abbaye de Lilienfeld
- Abbaye de Seitenstetten
- Abbaye de Herzogenburg (de)
- Chartreuse de Gaming

### Châteaux
- Château d'Achleiten bei Limbach (de)
- Château d'Ernegg (Steinakirchen am Forst)
- Château de Fridau (de)
- Château de St. Peter in der Au (de)
- Château de Scheibbs (de)
- Château de Senftenegg (Ferschnitz)
- Château de Rothschild (de) (Waidhofen an der Ybbs)
- Château de Stiebar (Gresten)
- Château de Wolfpassing
- Château de Zeillern
- Château de Zell (Waidhofen an der Ybbs)

### Église
Le Mostviertel est fortement influencé par le baroque autrichien, même si beaucoup d'églises sont de style gothique et baroque flamboyant. Leur architecture est celle de la basilique ou de l'église-halle. Celle de Sonntagberg est une étape spirituelle importante. Parfois le chœur en forme d'abside simple est plus haut que la nef, partageant les mêmes caractéristiques que le vierkanthof.

## Source, notes et références
- (de) Cet article est partiellement ou en totalité issu de l’article de Wikipédia en allemand intitulé « Mostviertel » (voir la liste des auteurs).